# Ophrion flava
Ophrion flava là một loài ruồi trong họ Tachinidae.